# 桑托什·納拉亞南
桑托什·納拉亞南（英語：Santhosh Narayanan，1983年5月15日—），印度男作曲家及音樂家，主要在考萊塢（泰米爾語電影界）工作，也參與了幾部泰盧固語和馬拉雅拉姆語電影的製作；因與導演帕·蘭基斯及卡錫克·蘇布拉的合作而聞名。他參與電影如《紙板刀》（2012年）、《披薩》（2012年）、《欺诈成瘾》（2013年）、《冷酷的心》（2014年）、《拳击少女和爆疯大叔》（2016年）、《帕里揚》（2018年）及《黑道逆行》（2025年）。

## 早年
桑托什·納拉亞南生於泰米爾納德邦蒂魯吉拉伯利，是家中年紀最小的小孩。他從蒂魯吉拉伯利的R·S·克里希南高中畢業。桑托什在蒂魯吉拉伯利的JJ工程技術學院（J. J. College of Engineering and Technology）獲得了電腦科學工程學士學位。他完成學業後，曾擔任錄音工程師、編曲和程式設計師，之後開始製作獨立音樂並為電影作曲。他為泰盧固短片《不二論》（Advaitham）譜寫了包括兩首原創歌曲在內的音樂，也是當代民間音樂樂隊的成員，2009年在該樂隊的幾場現場表演中演出。
桑托什透過曼尼·拉特納姆的幫助，從《寶萊塢之風雲大亨》（2007年）起，曾參與製作了A·R·拉赫曼的部分電影配樂。

## 外部連結
- 桑托什·納拉亞南在互联网电影资料库（IMDb）上的資料（英文）
- 桑托什·納拉亞南的Facebook專頁
- 桑托什·納拉亞南的X（前Twitter）